# Dálniční křižovatka Hermsdorfer Kreuz

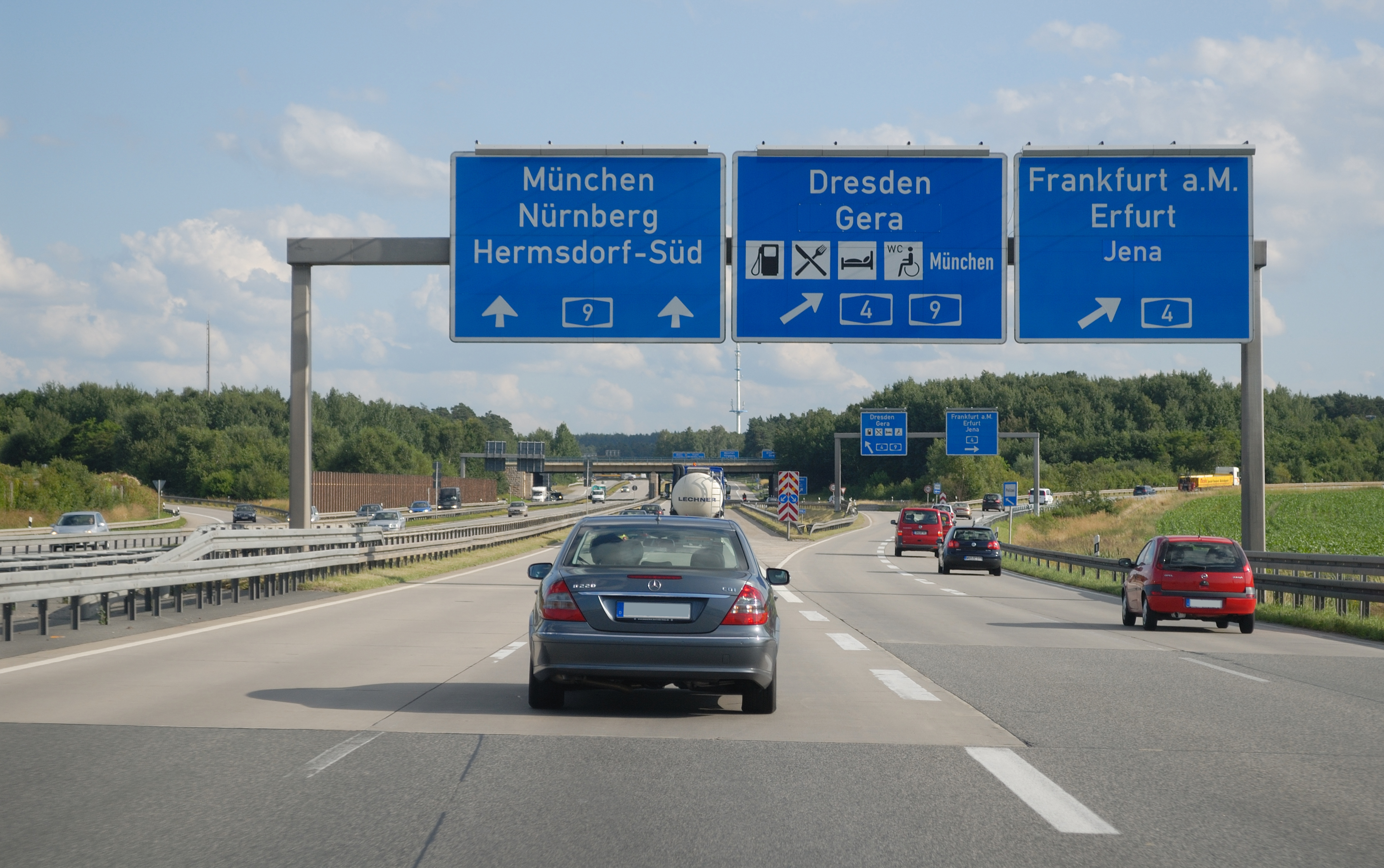
Pohled na dálniční křižovatku Hermsdorfer Kreuz při příjezdu po dálnici A 9 ze severu.

Autobahnkreuz Hermsdorfer Kreuz (zkráceně též Hermsdorfer Kreuz; zkratka AK Hermsdorfer Kreuz) je křižovatka dálnice A 4 s dálnicí A 9 v Německu. Nachází se ve spolkové zemi Durynsko u města Hermsdorf.

## Poloha
Dálniční křižovatka leží z převážné většiny na území obce Schleifreisen. Menší část křižovatky, a to prostor pro odpojení a pro připojení na dálnici A 4 východně od křižovatky, se nachází na území města Hermsdorf. Křižovatka je vzdálena zhruba 1 km na jihozápad od středu města. V blízkosti křižovatky se jihovýchodním směrem nachází obec Reichenbach, směrem na jih obec Sankt Gangloff a směrem na západ obec Mörsdorf. Křižovatka se nachází v Durynské pánvi, poblíž řeky Weißer Elster.
Nejbližší větší města jsou Leipzig (asi 70 km po dálnici A 9 na sever), Bayreuth (asi 120 km po dálnici A 9 na jih), Erfurt (asi 70 km po dálnici A 4 na západ) a Chemnitz (asi 80 km po dálnici A 4 na východ).

## Popis
Dálniční křižovatka Hermsdorfer Kreuz je mimoúrovňová křižovatka dálnice A 4, procházející západo-východním směrem (Aachen – Köln – Olpe – Bad Hersfeld – Erfurt – Dresden – Görlitz) a dálnice A 9, procházející severo-jižním směrem (Berlin – Leipzig – Nürnberg – München). Současně se na ní kříží i evropská silnice E40, a to západovýchodním směrem, a evropská silnice E49 a E51 vedoucí ze severu na jih. Na dálnici A 4 je křižovatka označena jako sjezd 56a a na dálnici A 9 jako sjezd 24.
Křižovatka je postavena jako čtyřlístková čtyřramenná mimoúrovňová křižovatka. Současná podoba je výsledkem úprav z roku 1992, při níž byla křižovatka zmodernizována podle soudobých standardů.

## Historie výstavby

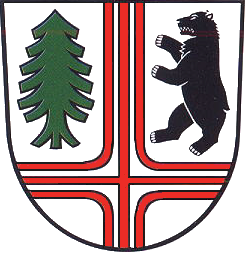
Dálniční křižovatka coby součást znaku města Hermsdorf.

Dálniční křižovatka Hermsdorfer Kreuz byla součástí již prvních plánů dálniční sítě v Německu, Již od počátku se uvažovalo o dálničních tazích spojujících jednak Berlin a München (tedy dnešní dálnice A 9), jednak Kassel a Dresden (tedy dnešní dálnice A 4), které se měly křížit ve východním Durynsku. Její stavba začala již ve 30. letech 20. století. Je to tudíž jedna z těch čtyřramenných dálničních křižovatek, které byly v Německu jako první ve výstavbě.
Částečně zprovozněna byla v roce 1936 spolu s navazujícími úseky dnešní dálnice A 9. Zcela do provozu byla uvedena v roce 1938, kdy byl po dokončení Teufelstalbrücke zprovozněn úsek dálnice A 4 navazující na křižovatku ze západu. Tím se dálniční křižovatka Hermsdorfer Kreuz stala druhou nejstarší zcela zprovozněnou čtyřramennou dálniční křižovatkou na německém území (po dálniční křižovatce Schkeuditzer Kreuz). Již od svého zprovoznění se stala křižovatka dominantou svého okolí, proto se v roce 1994 stala coby symbol součástí znaku města Hermsdorf.
K první přestavbě došlo v roce 1992. Jejím cílem byla spíše celková rekonstrukce křižovatky a její přizpůsobení soudobým standardům. Nejviditelnějšími úpravami bylo znovupostavení všech mostních konstrukcí, oprava povrchů a stavba protihlukové stěny. Větší úpravy, jako např. úpravy v trasování spojovacích ramp apod., byly již tehdy uvažovány jako součást velké přestavby křižovatky, která byla plánovaná na období po roce 2010.
V současnosti je připravena další přestavba křižovatky, jejímž cílem jsou výraznější úpravy. V rámci této přestavby budou hlavní komunikace rozšířeny na tři jízdní pruhy v každém směru a nepřímá rampa ve směru Erfurt (tj. dálnice A 4 od západu) – Berlin (tj. dálnice A 9 na sever) bude nahrazena rampou polopřímou, neboť ta současná je již kapacitně nevyhovující a způsobuje před křižovatkou na dálnici A 4 časté kolony. Ačkoliv bylo zahájení této přestavby plánováno na rok 2010, muselo být několikrát posunuto. Od roku 2012 se předpokládá zahájení nejdříve v roce 2020.

## Dopravní zatížení
Dálniční křižovatkou Hermsdorfer Kreuz projede v průměru 110 000 vozidel denně. Pro srovnání, v roce 1989 projelo křižovatkou v průměru 15 000 vozidel denně a krátce po znovusjednocení Německa se její dopravní zatížení téměř ztrojnásobilo.